# Chipstead FC
Chipstead FC (celým názvem: Chipstead Football Club) je anglický fotbalový klub, který sídlí ve vesnici Chipstead v nemetropolitním hrabství Surrey. Založen byl v roce 1906. Od sezóny 2018/19 hraje v Isthmian League South Central Division (8. nejvyšší soutěž). Klubové barvy jsou zelená, bílá a černá.
Své domácí zápasy odehrává na stadionu High Road s kapacitou 2 000 diváků.

## Úspěchy v domácích pohárech
Zdroj: 
- FA Cup
  - 4. předkolo: 2008/09
- FA Trophy
  - 2. předkolo: 2009/10
- FA Vase
  - 3. kolo: 1997/98, 1998/99

## Umístění v jednotlivých sezonách
Stručný přehled
Zdroj: 
- 1982–1984: Surrey Premier League
- 1986–2003: Combined Counties League
- 2003–2007: Combined Counties League (Premier Division)
- 2007–2018: Isthmian League (Division One South)
- 2018– : Isthmian League (South Central Division)

Jednotlivé ročníky
Zdroj: 
Legenda: Z - zápasy, V - výhry, R - remízy, P - porážky, VG - vstřelené góly, OG - obdržené góly, +/- - rozdíl skóre, B - body, červené podbarvení - sestup, zelené podbarvení - postup, fialové podbarvení - reorganizace, změna skupiny či soutěže
| Sezóny  | Liga                                     | Úroveň | Z  | V  | R  | P  | VG | OG | +/- | B  | Pozice |
| ------- | ---------------------------------------- | ------ | -- | -- | -- | -- | -- | -- | --- | -- | ------ |
| 2009/10 | Isthmian League (Division One South)     | 8      | 42 | 11 | 10 | 21 | 47 | 65 | -18 | 43 | 19.    |
| 2010/11 | Isthmian League (Division One South)     | 8      | 42 | 15 | 12 | 15 | 63 | 67 | -4  | 57 | 10.    |
| 2011/12 | Isthmian League (Division One South)     | 8      | 40 | 16 | 8  | 16 | 59 | 57 | +2  | 56 | 10.    |
| 2012/13 | Isthmian League (Division One South)     | 8      | 42 | 11 | 9  | 22 | 54 | 80 | -26 | 42 | 20.    |
| 2013/14 | Isthmian League (Division One South)     | 8      | 46 | 18 | 8  | 20 | 79 | 83 | -4  | 62 | 13.    |
| 2014/15 | Isthmian League (Division One South)     | 8      | 46 | 15 | 9  | 22 | 67 | 84 | -17 | 54 | 15.    |
| 2015/16 | Isthmian League (Division One South)     | 8      | 46 | 11 | 6  | 29 | 54 | 92 | -38 | 39 | 21.    |
| 2016/17 | Isthmian League (Division One South)     | 8      | 46 | 11 | 8  | 27 | 68 | 99 | -31 | 41 | 20.    |
| 2017/18 | Isthmian League (Division One South)     | 8      | 46 | 12 | 10 | 24 | 64 | 78 | -14 | 46 | 20.    |
| 2018/19 | Isthmian League (South Central Division) | 8      | 38 |    |    |    |    |    |     |    |        |